# Guckheim
Guckheim település Németországban, Rajna-vidék-Pfalz tartományban. Lakosainak száma 976 fő (2023. december 31.).

## Népesség
A település népességének változása:
| Lakosok száma | 656  | 937  | 947  | 923  | 965  | 961  | 976  |
|               | 1975 | 2015 | 2017 | 2019 | 2021 | 2022 | 2023 |